# Ras El Aïn Chaouia
Ras El Ain Chaouia (franska: Ras El Ain Chaouia (CR), Ras El Ain Chaouia (Commune Rurale), arabiska: اولاد امحمد) är en kommun i Marocko.   Den ligger i provinsen Settat och regionen Casablanca-Settat, i den norra delen av landet, 120 km söder om huvudstaden Rabat. Antalet invånare är 11 969.